# (32572) 2001 QR74
2001 QR74 (asteroide 32572) é um asteroide da cintura principal. Possui uma excentricidade de 0.25860230 e uma inclinação de 9.63856º.
Este asteroide foi descoberto no dia 16 de agosto de 2001 por LINEAR em Socorro.